# Suswa
Suswa est une petite ville au Kenya.

## Géographie
Suswa est située le long de la route principale reliant Nairobi à la ville de Narok et au pied du mont Suswa dans le comté de Narok.
Suswa est également un quartier du sous-comté de Narok East.

## Économie

### Énergie
La sous-station de Suswa est située juste à l'extérieur de la ville et l'électricité produite à la centrale éolienne du lac Turkana est transmise à la ville via la ligne électrique à haute tension Loiyangalani–Suswa d'une longueur de 428 km.

## Transport

### Chemin de fer
Suswa est desservie par une gare sur le chemin de fer à voie standard Nairobi-Malaba (SGR), qui a été inauguré en octobre 2019.
Il y a une ancienne gare ferroviaire inutilisée appelée gare de Suswa située le long de l'ancienne section du chemin de fer à voie métrique (MGR) de Nairobi à Naivasha. Bien qu'elle s'appelle la gare de Suswa, elle est située à 46 kilomètres (par la route) de la ville de Suswa entre le mont Longonot et la ville de Naivasha.